# エプタメロン

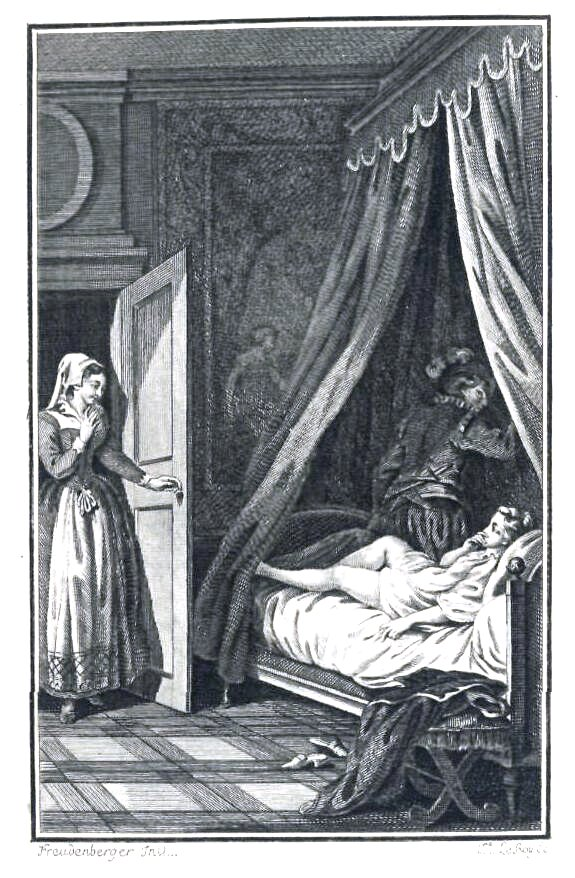
『エプタメロン』1894年版の挿し絵

『エプタメロン』（Heptaméron, 七日物語）は、フランス・ルネサンス期に王族のマルグリット・ド・ナヴァルによって執筆された72篇の短編から成る物語で、彼女の代表作である。表題から明らかな通り、ボッカッチョの『デカメロン』に触発されたものであり、同じように枠物語の形式を採っている。

## 構想と内容
マルグリットはこの作品を1542年から執筆し始めた。本来は『デカメロン』のように、1日毎に10話が語られる全10日の物語が構想されていたが、1549年に彼女が没したことによって途絶してしまった。完成を見たのは8日目の第2話までである。
多くの短編では愛、官能、不貞などが扱われており、ロマンティックな話や艶やかな話も含まれている。

## 初期の公刊
この作品が最初に公刊されたのは、1558年のことである。この年にピエール・ボエスチュオーが『幸福な愛人たちの物語』（Histoires des amans fortunez）という書名で公刊した。ボエスチュオーは公刊にあたり、大幅な編集を施した。扱われている短編は67篇だけである上に、配列が組み換えられ、本来存在していた日付ごとのまとまりも放棄された。加えて、各短編を繋ぐやりとりも省略された。
2度目の公刊は翌1559年に実現した。この時の編集者クロード・グリュジェは、初版で乱された配列を元に戻し、省略されていたプロローグとエピローグも採録するなど、本来の姿の復元を試みる編集を行った。最初の70篇が7日間という枠組みで語られていることに由来する『エプタメロン』という書名も、この時に付けられたものである（エプタメロンは、ギリシャ語のέπτά 「7」とημέρα「日」が語源である）。

## 日本語訳
- 梅原北明訳『エプタメロン』國際文獻刊行會、1926年
- 小林龍雄訳『えぷためろん』構成社、1948年
- 澤木譲次訳『えぷためろん』生活社、1948年　のち河出書房
- 西山実之介訳『エプタメロン』京都印書館 1950
- 台十馬『エプタメロン』京橋出版社 1951
- 名取誠一訳『エプタメロン』世界文学大系、筑摩書房、1964　国文社、1988年
- 平野威馬雄訳『エプタメロン：ナヴァール王妃の七日物語』誠文図書 1982 のちちくま文庫